# Micro-région d'Ercsi
La micro-région d'Ercsi (en hongrois : ercsi kistérség) est une micro-région statistique hongroise rassemblant plusieurs localités autour de Ercsi.